# Bejucal

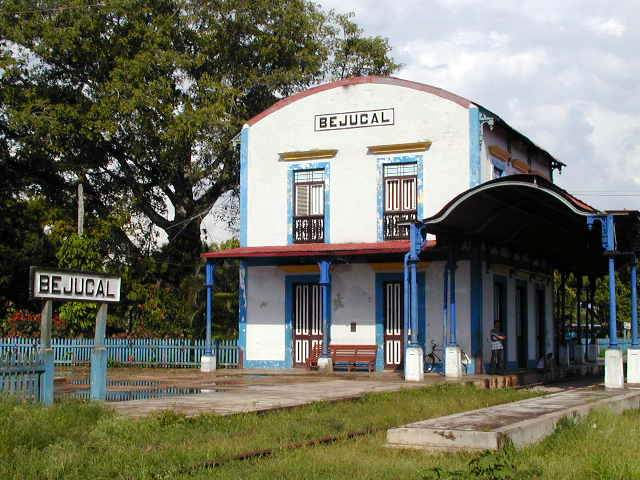
Estação ferroviária de Bejucal

Bejucal é um município de Cuba pertencente à província de Mayabeque . 